# Francisco Zarco, Baja California
Francisco Zarco är en ort i Mexiko.   Den ligger i kommunen Tijuana och delstaten Baja California, i den nordvästra delen av landet, 2 300 km nordväst om huvudstaden Mexico City. Francisco Zarco ligger 270 meter över havet och antalet invånare är 656.
Terrängen runt Francisco Zarco är kuperad norrut, men söderut är den platt. Francisco Zarco ligger uppe på en höjd. Runt Francisco Zarco är det tätbefolkat, med 913 invånare per kvadratkilometer. Närmaste större samhälle är Tijuana, 6,0 km nordost om Francisco Zarco. Runt Francisco Zarco är det i huvudsak tätbebyggt.